# فیلیپ د ویلده
فیلیپ د ویلده (به انگلیسی: Filip De Wilde) بازیکن فوتبال اهل بلژیک و عضو تیم ملی فوتبال بلژیک است که در تاریخ ۲۳ اوت ۱۹۸۹ میلادی اولین بازی ملی‌اش را مقابل تیم ملی فوتبال دانمارک انجام داد. او در ۳۳ بازی ملی حضور داشت و جمعاً ۲۵۵۸ دقیقه برای تیم ملی فوتبال بلژیک به میدان رفت. فیلیپ د ویلده آخرین بازی ملی خود را در تاریخ ۱۹ ژوئن ۲۰۰۰ میلادی در برابر تیم ملی فوتبال ترکیه انجام داد. وی در بازی‌های ملی‌اش گلی به ثمر نرساند.